# Université de Sakarya
L'université de Sakarya (en turc: Sakarya Üniversitesi) est une université publique fondée en 1970 et située à Serdivan, dans la province de Sakarya, en Turquie.
Sur le campus s'y trouve le Sakarya University Middle East Institute.

## Galerie

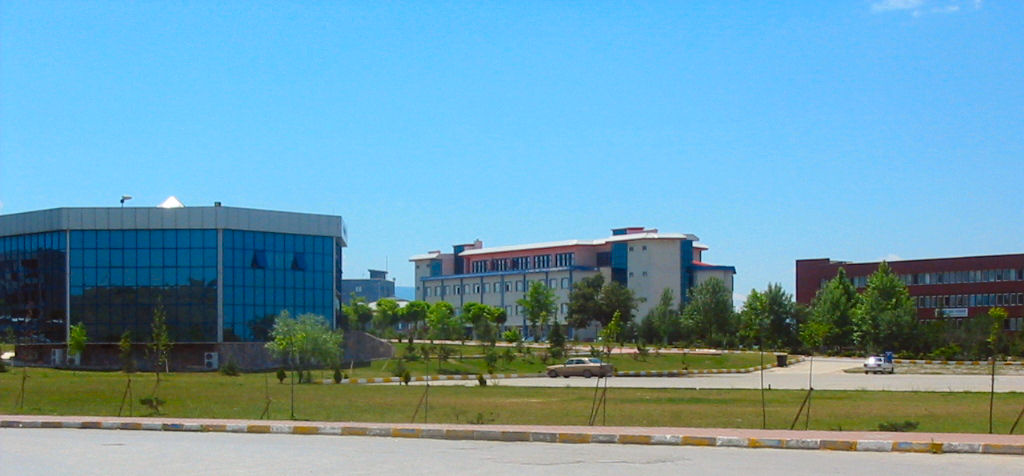
Vue générale
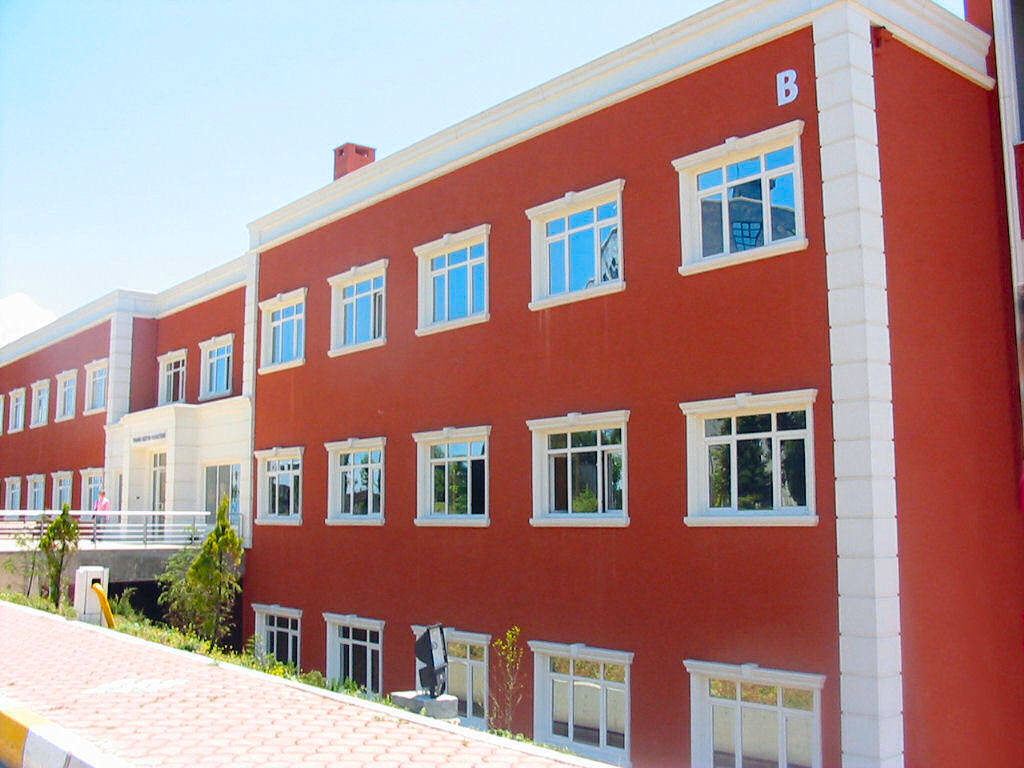
La faculté
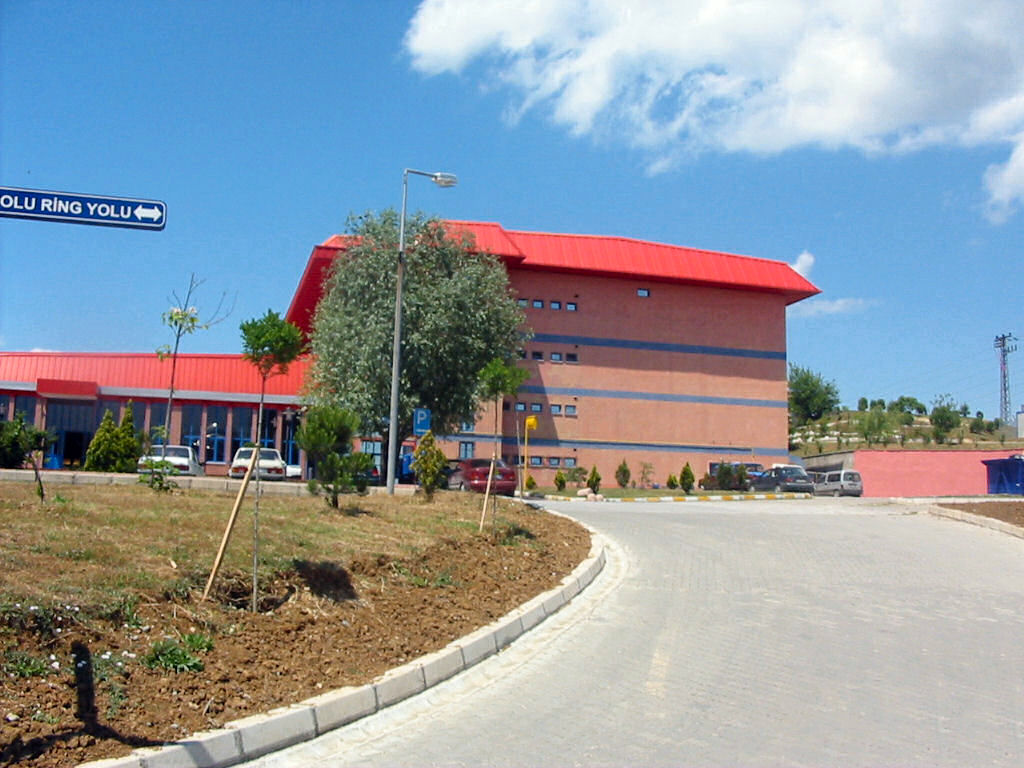
Cafétéria
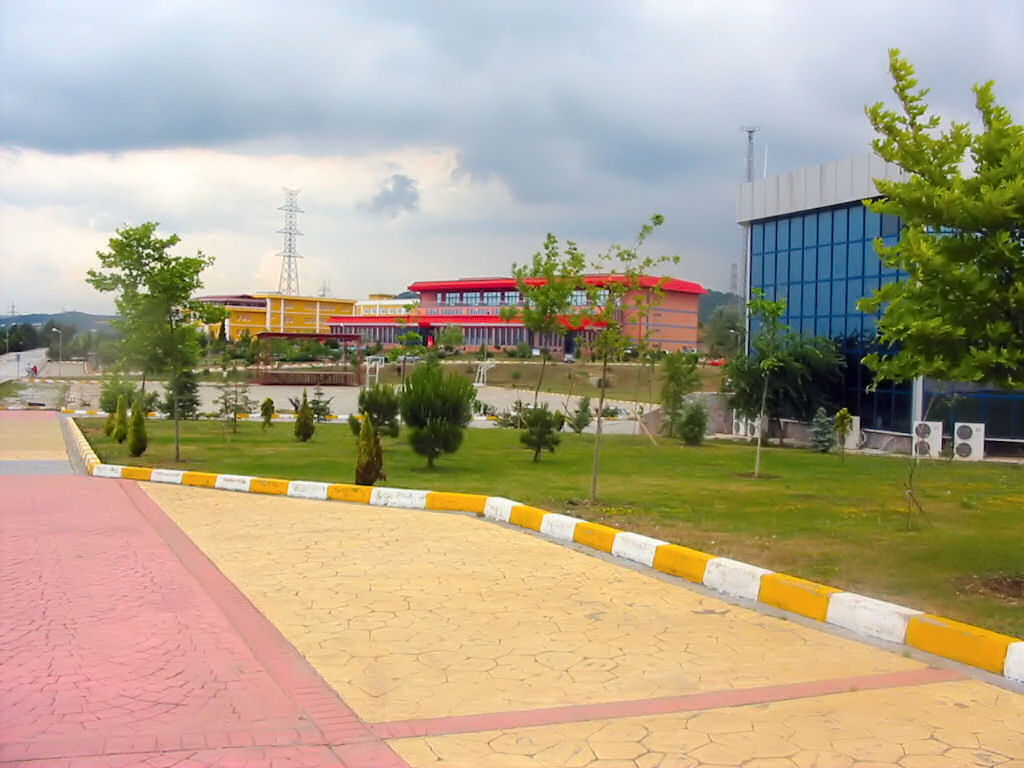
Autre vue du Campus
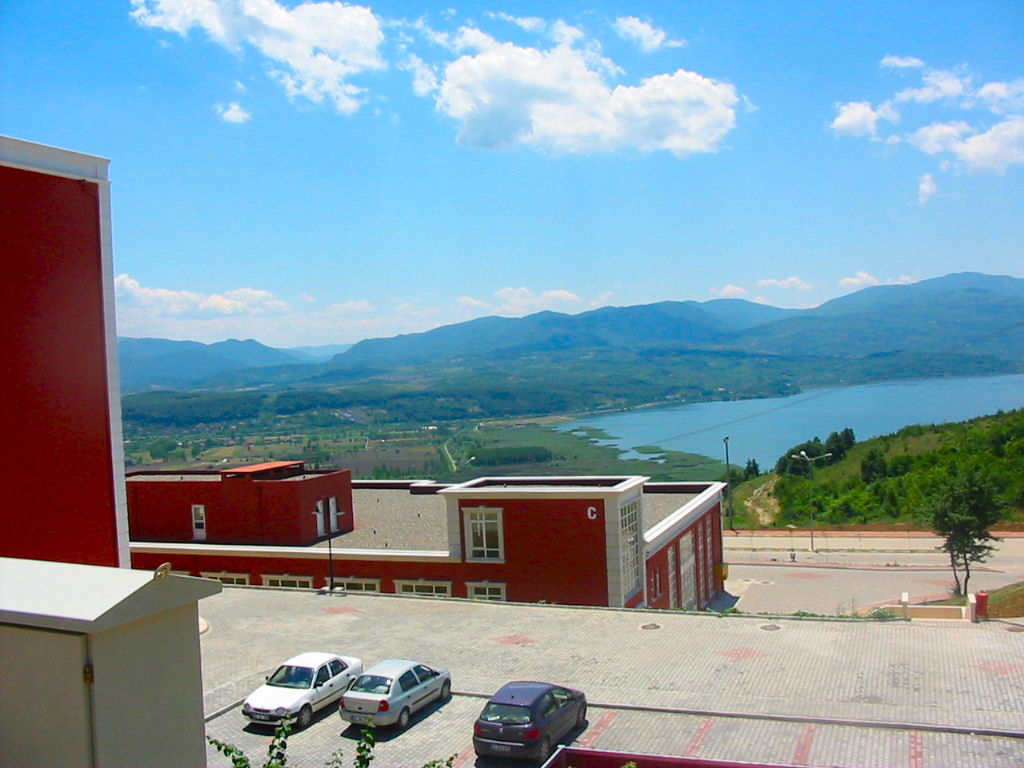
Lac de Sakarya vu du campus